# Lord Dying
Lord Dying ist eine US-amerikanische Sludge-Band aus Portland, Oregon, die 2010 gegründet wurde.

## Geschichte
Die Band wurde 2010 gegründet und bestand aus dem Gitarristen und Sänger Erik Olson, dem Gitarristen Chris Evans, dem Bassisten Don Capuano und dem Schlagzeuger und Sänger Jonathan Reid. Nach einer selbstbetitelten EP folgten Auftritte zusammen mit Unsane, Red Fang, Yob und Valient Thorr. Hieraus entstand die 2012er Live-EP Fall Tour. Danach hielt die Band auch Auftritte außerhalb des Nordwestens der USA ab, wobei sie dann nationale mit Danava, Lecherous Gaze, Black Cobra, Gaza, Witch Mountain, Black Tusk, Down und Ghost bestritt. Durch die Konzerte wurde Relapse Records auf die Gruppe aufmerksam, woraufhin sie einen Plattenvertrag zur Veröffentlichung von mehreren Alben bei diesem Label unterzeichnete. Nachdem das Debütalbum unter der Leitung von Sanford Parker aufgenommen und abgemischt worden war, erschien es im Juli 2013 unter dem Namen Summon the Faithless. Danach ging es auf eine nationale fünfwöchige Tournee mit Howl, ehe eine weitere Fünf-Wochen-Tour mit Ramming Speed und Valient Thorr folgte. Nach einer ersten Tour als Headliner, wurde der Band ein Auftritt auf Phil Anselmos Housecore Horror Film Festival in Austin, Texas, ermöglicht. Nach einer längeren Pause zum Schreiben von neuem Material, ging es im Januar 2014 auf eine Europatournee mit Red Fang und Shrine. Im Februar ging die Band als Headliner auf Tour durch die USA, ehe im März und April eine weitere Tour durch Europa mit Red Fang und Shrine abgehalten wurde. Die Tour wurde mit einem Auftritt auf dem Roadburn Festival beendet. Zwei Wochen vor den Aufnahmen zum nächsten Album verließ Reid die Besetzung und wurde durch Rob Shaffer ersetzt. Im Januar 2015 erschien das unter der Leitung von Joel Grind von Toxic Holocaust aufgenommene Album Poisoned Altars. Hierauf ist Aaron Beam von Red Fang als Gastmusiker zu hören. Danach kam Nickolis Parks als neuer Schlagzeuger hinzu. Im Oktober und November 2016 ging es zusammen mit Entombed A.D. und Voivod auf Tour durch Europa. In ihrer Karriere spielte die Band auch unter anderem zusammen mit Floor und Corrosion of Conformity und war auf dem Scion Rock Fest, dem Project Pabst und dem Stumpfest zu sehen.

## Stil
Laut Thom Jurek von Allmusic spielt die Band eine Mischung aus Sludge, Doom Metal und Thrash Metal. Volkmar Weber vom Rock Hard schrieb über Summon the Faithless, dass hierauf „breite Gitarrenströme“ zu hören sind. Die Musik sei mit der von Sludge-Gruppen wie Kylesa, Black Cobra oder Valient Thorr vergleichbar. Das Album sei zwar „ziemlich straight und vertrackt“, jedoch fehle es an Individualität. Wolfgang Liu Kuhn schrieb in einer späteren Ausgabe zu Poisoned Altars, dass hierauf Gemeinsamkeiten mit Crowbar, aber auch Kylesa und High on Fire vorhanden sind. Die Songs des Albums seien von Trauer und Wut geprägt. Matthias von Metal.de rezensierte das Album ebenfalls und beschrieb die Musik als zähen Sludge, worauf man sich musikalisch im Umfeld von Gruppen wie High on Fire, Kylesa, Red Fang und Black Tusk bewege. Insgesamt biete das Album „fetten, groovigen, fiesen Sludge-Metal mit gequältem Gesang“ und  schließe somit musikalisch nahtlos an seinen Vorgänger an.

## Diskografie
- 2011: Lord Dying (EP, Powerblaster Records)
- 2011: Lord Dying (Demo, Eigenveröffentlichung)
- 2012: Fall Tour (EP, Eigenveröffentlichung)
- 2013: Summon the Faithless (Album, Relapse Records)
- 2015: Poisoned Altars (Album, Relapse Records)
- 2019: Mysterium Tremendum (Album, Eone Music)
- 2024: Cladestine Transcendence (Album)